# Яланське
Яла́нське (рос. Яланское) — село у складі Сафакулевського округу Курганської області, Росія.
Населення — 599 осіб (2010, 701 у 2002).
Національний склад станом на 2002 рік:
- росіяни — 50 %
- башкири — 37 %